# Andrea Rugbarth

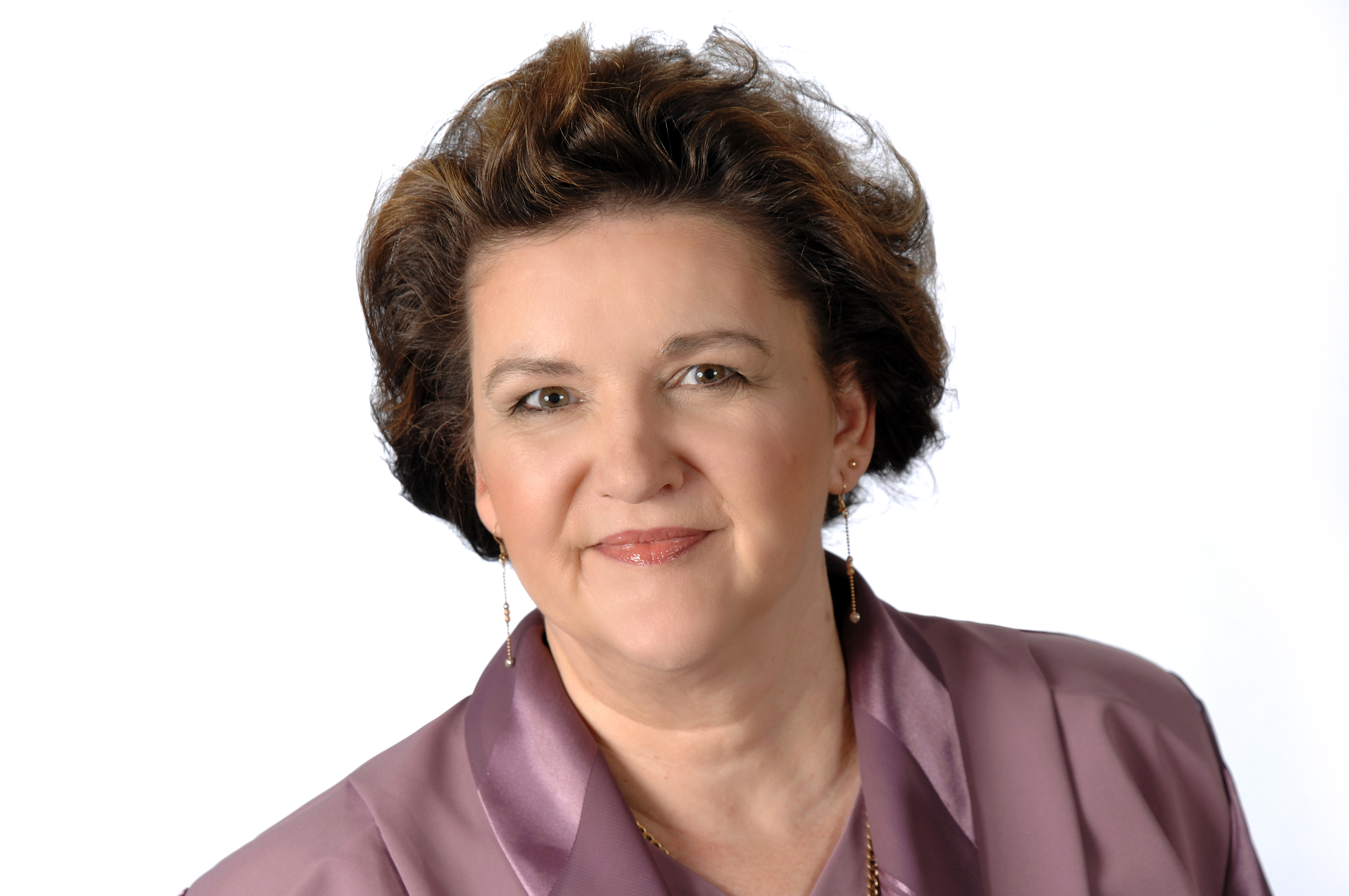
Andrea Rugbarth, 2010

Andrea Rugbarth (* 19. Mai 1957 in Saalfeld/Saale) ist eine deutsche Diplom-Ingenieurin und Politikerin der SPD. Von 2008 bis 2015 war sie Mitglied der Hamburgischen Bürgerschaft.

## Leben und Beruf
Andrea Rugbarth absolvierte nach dem 1976 erworbenen Abitur zunächst eine Ausbildung als Maurerin, um anschließend Konstruktiven Ingenieurbau zu studieren. Das Studium schloss sie 1981 als Diplom-Ingenieurin mit der Vertiefung auf Statik und Konstruktion ab. Mehrere Jahre arbeitete sie als Projektbearbeiterin in einem Ingenieurbüro, später als Angestellte bei der Firma Rugbarth. 1992 und 1993 war sie Dozentin an einer Gewerbeschule in Hamburg und arbeitet seit 1995 freiberuflich als Beratende Ingenieurin. Sie lebt seit 1988 in Hamburg-Langenhorn und hat drei Söhne. Sie ist eine Enkelin des Kunstmalers Arno Weller (1897–1985) aus dem Vogtland.

## Politik
Seit 2004 ist Andrea Rugbarth Mitglied in der SPD. 2005 war sie Distriktsvorsitzende in der Arbeitsgemeinschaft sozialdemokratischer Frauen (AsF). Von 2006 bis 2008 war sie stellvertretende Vorsitzende des SPD-Distrikts Langenhorn-Süd und von 2008 bis 2012 Vorsitzende. 2012 wurde sie wieder stellvertretende Vorsitzende, bis sie 2013, nach dem Rücktritt von Christian Carstensen, bis 2014 den Vorsitz übernahm. In der Arbeitsgemeinschaft der Selbständigen (AGS) der SPD übernahm sie zudem 2010 die Funktion als Beisitzerin des Hamburger Vorstandes.
Im Februar 2008 konnte sie bei der Bürgerschaftswahl über die Landesliste als Abgeordnete in die Hamburgische Bürgerschaft einziehen. Dort saß sie für ihre Fraktion im Haushaltsausschuss, im Rechnungsprüfungsausschuss, im Schulausschuss sowie im Wirtschaftsausschuss. Bei den vorgezogenen Wahlen zur Bürgerschaft im Februar 2011 wurde sie zunächst nicht gewählt, doch nachdem Olaf Scholz zum Ersten Bürgermeister gewählt wurde und sein Bürgerschaftsmandat damit ruhte, rückte sie in die Bürgerschaft nach. Rugbarth war seit 2011 Fachsprecherin für Mittelstand und Handwerk ihrer Fraktion und zusätzlich seit 2012 Fachsprecherin für Öffentliche Unternehmen. In der 19. Legislatur war sie Mitglied des Parlamentarischen Untersuchungsausschusses zur Aufklärung der Krise um die HSH-Nordbank und in der 20. Legislatur Vollmitglied des Parlamentarischen Untersuchungsausschusses Elbphilharmonie zur Aufklärung der Kostensteigerung beim Bau der Elbphilharmonie. Am 19. April 2011 wurde sie einstimmig zur stellvertretenden Ausschussvorsitzenden gewählt und war dies bis zum 2. Februar 2012.
Bei den Wahlen des Vorsitzenden und der Vorstandsmitglieder des SPD-Distrikts Langenhorn-Süd ging Andrea Rugbarth 2014 überraschend leer aus. Bei der Bürgerschaftswahl 2015 kandidierte Rugbarth auf Platz 23 der Landesliste und Platz 7 der Wahlkreisliste von Wahlkreis Fuhlsbüttel – Alsterdorf – Langenhorn, erlangte jedoch kein Mandat.
Im Mai 2018 wurde sie auf Vorschlag der SPD-Bundestagsfraktion vom Bundesministerium des Innern, für Bau und Heimat als stellvertretendes Mitglied in den Stiftungsrat der Stiftung für ehemalige politische Häftlinge berufen, im Februar 2021 erfolgte die Berufung als ordentliches Mitglied. Im September 2021 wurde sie vom Stiftungsrat als Mitglied in den Stiftungsvorstand gewählt.
Andrea Rugbarth ist zudem seit Dezember 2017 Erste Vorsitzende des Langenhorner Bürger- und Heimatvereins e.V. (vorher Zweite Vorsitzende) und Mitglied der Arbeiterwohlfahrt (AWO).